# 49. ceremonia wręczenia nagród David di Donatello
49. ceremonia wręczenia włoskich nagród filmowych David di Donatello odbyła się 14 kwietnia 2004 roku w Palazzo dei Congressi w Rzymie.

## Laureaci i nominowani
Laureaci nagród wyróżnieni są wytłuszczeniem.

### Najlepszy film
- Nasze najlepsze lata (La meglio gioventù), reż. Marco Tullio Giordana
- Witaj, nocy (Buongiorno, notte), reż. Marco Bellocchio
- Co z nami będzie? (Che ne sarà di noi), reż. Giovanni Veronesi
- Nie boję się (Io non ho paura), reż. Gabriele Salvatores
- Namiętność (Non ti muovere), reż. Sergio Castellitto

### Najlepszy debiutujący reżyser
- Salvatore Mereu - Ballo a tre passi
- Andrea Manni - Uchodźca (Il fuggiasco)
- Francesco Patierno - Pater familias
- Piero Sanna - La destinazione
- Maria Sole Tognazzi - Passato prossimo

### Najlepszy reżyser
- Marco Tullio Giordana - Nasze najlepsze lata (La meglio gioventù)
- Pupi Avati - Świąteczny rewanż (La rivincita di Natale)
- Marco Bellocchio - Witaj, nocy (Buongiorno, notte)
- Sergio Castellitto - Namiętność (Non ti muovere)
- Matteo Garrone - Pierwsza miłość (Primo amore)

### Najlepszy scenariusz
- Sandro Petraglia i Stefano Rulli - Nasze najlepsze lata (La meglio gioventù)
- Marco Bellocchio - Witaj, nocy (Buongiorno, notte)
- Francesco Bruni i Paolo Virzì - Caterina w wielkim mieście (Caterina va in città)
- Giovanni Veronesi i Silvio Muccino - Co z nami będzie? (Che ne sarà di noi)
- Margaret Mazzantini i Sergio Castellitto - Namiętność (Non ti muovere)

### Najlepszy producent
- Angelo Barbagallo - Nasze najlepsze lata (La meglio gioventù)
- Luigi Musini i Roberto Cicutto - Śpiewając za parawanami (Cantando dietro i paraventi)
- Aurelio De Laurentiis - Co z nami będzie? (Che ne sarà di noi)
- Riccardo Tozzi, Giovanni Stabilini i Marco Chimenz - Namiętność (Non ti muovere)
- Domenico Procacci - Pierwsza miłość (Primo amore)

### Najlepsza aktorka
- Penélope Cruz - Namiętność (Non ti muovere)
- Michela Cescon - Pierwsza miłość (Primo amore)
- Licia Maglietta - Agata e la tempesta
- Violante Placido - Co z nami będzie? (Che ne sarà di noi)
- Maya Sansa - Witaj, nocy (Buongiorno, notte)

### Najlepszy aktor
- Sergio Castellitto - Namiętność (Non ti muovere)
- Giuseppe Battiston - Agata e la tempesta
- Luigi Lo Cascio - Nasze najlepsze lata (La meglio gioventù)
- Silvio Muccino - Co z nami będzie? (Che ne sarà di noi)
- Carlo Verdone - L'amore è eterno finché dura

### Najlepsza aktorka drugoplanowa
- Margherita Buy - Caterina w wielkim mieście (Caterina va in città)
- Anna Maria Barbera - Il paradiso all'improvviso
- Claudia Gerini - Namiętność (Non ti muovere)
- Jasmine Trinca - Nasze najlepsze lata (La meglio gioventù)
- Giselda Volodi - Agata e la tempesta

### Najlepszy aktor drugoplanowy
- Roberto Herlitzka - Witaj, nocy (Buongiorno, notte)
- Diego Abatantuono - Nie boję się (Io non ho paura)
- Elio Germano - Co z nami będzie? (Che ne sarà di noi)
- Fabrizio Gifuni - Nasze najlepsze lata (La meglio gioventù)
- Emilio Solfrizzi - Agata e la tempesta

### Najlepsze zdjęcia
- Italo Petriccione - Nie boję się (Io non ho paura)
- Danilo Desideri - L'amore è eterno finché dura
- Fabio Olmi - Śpiewając za parawanami (Cantando dietro i paraventi)
- Marco Onorato - Pierwsza miłość (Primo amore)
- Fabio Zamarion - Co z nami będzie? (Che ne sarà di noi)

### Najlepsza muzyka
- Banda Osiris - Pierwsza miłość (Primo amore)
- Ezio Bosso - Nie boję się (Io non ho paura)
- Andrea Guerra - Co z nami będzie? (Che ne sarà di noi)
- Riz Ortolani - Świąteczny rewanż (La rivincita di Natale)
- Giovanni Venosta - Agata e la tempesta

### Najlepsza scenografia
- Luigi Marchione - Śpiewając za parawanami (Cantando dietro i paraventi)
- Paola Bizzarri - Agata e la tempesta
- Franco Ceraolo - Nasze najlepsze lata (La meglio gioventù)
- Marco Dentici - Co z nami będzie? (Che ne sarà di noi)
- Francesco Frigeri - Namiętność (Non ti muovere)

### Najlepsze kostiumy
- Francesca Sartori - Śpiewając za parawanami (Cantando dietro i paraventi)
- Gemma Mascagni - Co z nami będzie? (Che ne sarà di noi)
- Elisabetta Montaldo - Nasze najlepsze lata (La meglio gioventù)
- Silvia Nebiolo - Agata e la tempesta
- Isabella Rizza - Namiętność (Non ti muovere)

### Najlepszy montaż
- Roberto Missiroli - Nasze najlepsze lata (La meglio gioventù)
- Francesca Calvelli - Witaj, nocy (Buongiorno, notte)
- Claudio Di Mauro - Co z nami będzie? (Che ne sarà di noi)
- Patrizio Marone - Namiętność (Non ti muovere)
- Jacopo Quadri - Marzyciele (The Dreamers)

### Najlepszy dźwięk
- Fulgenzio Ceccon - Nasze najlepsze lata (La meglio gioventù)
- Gaetano Carito - Witaj, nocy (Buongiorno, notte)
- Mario Iaquone - Namiętność (Non ti muovere)
- Mauro Lazzaro - Nie boję się (Io non ho paura)
- Miguel Polo - Co z nami będzie? (Che ne sarà di noi)

### Najlepsze efekty specjalne
- Ubik Visual Effects, Boss Film - Śpiewając za parawanami (Cantando dietro i paraventi)
- Proxima - Agata e la tempesta
- Digitrace Tech (Roma) - Pszczółka Julia (L'apetta Giulia e la Signora Vita)
- Sergio Stivaletti - Dzień bociana (È già ieri)
- LCD (Firenze) - Opopomoz
- Chinatown - Totò sapore e la magica storia della pizza

### Najlepszy film dokumentalny
- Guerra, reż. Pippo Delbono
- A scuola, reż. Leonardo Di Costanzo
- L'esplosione, reż. Giovanni Piperno
- Padre Pio express, reż. Ilaria Freccia
- Segni particolari: appunti per un film sull'Emilia-Romagna, reż. Giuseppe Bertolucci
- L'uomo segreto, reż. Nino Bizzarri

### Najlepszy film krótkometrażowy
- Sole, reż. Michele Carrillo
- Zinanà, reż. Pippo Mezzapesa
- Aspettando il treno, reż. Catherine McGilvray
- Interno 9, reż. Davide Del Degan
- Un amore possibile, reż. Amanda Sandrelli

### Najlepszy film Unii Europejskiej
- Dogville, reż. Lars von Trier
- Rosenstrasse, reż. Margarethe von Trotta
- Good bye, Lenin!, reż. Wolfgang Becker
- Poniedziałki w słońcu (Los lunes al sol), reż. Fernando León de Aranoa
- Dziewczyna z perłą (Girl with a Pearl Earring), reż. Peter Webber

### Najlepszy film spoza Unii Europejskiej
- Inwazja barbarzyńców (Les invasions barbares), reż. Denys Arcand
- Duża ryba (Big Fish), reż. Tim Burton
- Między słowami (Lost in Translation), reż. Sofia Coppola
- Pan i władca: Na krańcu świata (Master and Commander: The Far Side of the World), reż. Peter Weir
- Rzeka tajemnic (Mystic River), reż. Clint Eastwood

### Nagroda specjalna
- Goffredo Lombardo na stulecie Studia Filmowego „Titanus”
- Steven Spielberg

### Targhe d'oro
- Peter Falk